# Embalse de Can Borrell
El embalse de Can Borrell es una pequeña infraestructura hidráulica española construida sobre el torrente de la Rabassada, situada en el municipio de San Cugat del Vallés, en la comarca del Vallés Occidental, provincia de Barcelona, Cataluña.
Se construyó para suministrar agua a la masía de Can Borrell. En cuanto a la vegetación, el entorno del pantano se encuentra dominado por un bosque mediterráneo de encina y pinar mediterráneo de pino blanco.